# Соммаруга, Джузеппе
Джузеппе Соммаруга (итал. Giuseppe Sommaruga; 11 июля 1867, Милан — 27 марта 1917, Милан) — итальянский архитектор, считающийся одним из главных представителей стиля либерти.

## Жизнь и творчество
Будущий архитектор родился в Милане в семье художника-декоратора Джакомо Соммаруги и Элизы Биффи. В Академии Брера в Милане был учеником Камилло Бойто. В 1887 году по рекомендации Бойто молодой Джузеппе прошёл обучение у миланского архитектора Луиджи Броджи, но вскоре дистанцировался от историцистского подхода к искусству и стал ориентироваться на произведения прогрессивных архитекторов венской школы Отто Вагнера и Й. М. Ольбриха.
На международном архитектурном конкурсе в Турине в 1890 году он получил премию, но также и неоднозначные отзывы: фасад здания по его проекту был признан «чисто современным по своему характеру, но слишком театральным».
В 1891 году, получив квалификацию преподавателя архитектурного рисунка, он посвятил этому несколько лет в рисовальной школе рабочего общества Канцо (Комо).
Его основное произведение — Палаццо Кастильони в Милане — сделало его известным как представителя нового стиля либерти в Италии. Для Международной выставки в Милане в 1906 году Соммаруга представил проекты садов на площади Пьяцца д’Арми с большим фонтаном. Алессандро Маццукотелли сделал для этого фонтана детали флорального (растительного) декора из кованого железа. В оформлении интерьеров Соммаруга сотрудничал с Маццукотелли, Эудженио Куарти и Раймондо Д’Аронко.
Творчество Соммаруги повлияло на формирование мастерства архитектора-футуриста Антонио Сант-Элиa; считается, что мавзолей Факканони на кладбище Сарнико, созданный Соммаруггой в 1907 году, вдохновил архитектора-футуриста на проект 1912 года кладбища в Монце.
Джузеппе Соммаруга, скончавшийся в 1917 году, покоится на Монументальном кладбище Милана.

## Основные постройки
- Вилла Факканони. 1907
- Дворец Вивиани-Гиберти, Триест. 1907
- Надгробный монумент семьи Биффи на кладбище Гальяно в муниципалитете Эупилио (Комо)
- Монумент-усыпальница в Палестро, Павия. Мемориал битвы 30–31 мая 1859 года в ходе Второй итальянской войны за независимость
- Клиника Колумбус, Милан. 1911–1913. Фотография П. Монти. 1969
- Палаццо Кастильони, Милан. 1901—1904
- Палаццо Кастильони. Лестница
- Ресторан Бельведер (Кампо деи Фиори), Варезе